# NM-02
El NM-02 (Neumático Mexicano 2002) es el octavo modelo de tren sobre neumáticos del Metro de la Ciudad de México  diseñado y construido por CAF y Bombardier Transportation México (Antes CONCARRIL), en México (15 trenes fueron construidos por esta empresa y 30 por Bombardier Transportation México). En total son 45 trenes (formados de nueve unidades), y circulan por las líneas 2 y 7 del Metro de la Ciudad de México.
Desde el inicio se consideró al NM-02 un tren útil para las líneas de alta afluencia (esto gracias a sus pasillos de interconexión y el diseño entre los asientos) por lo que la línea escogida para usarlo fue la Línea 2, aunque actualmente hay algunas unidades que operan en la Línea 7 para tratar de reducir al mínimo el número de problemas que experimenta esta línea.

## Características
- Ancho de vía Ruedas de seguridad: 1,435 mm
- Ancho de vía de las llantas de tracción: 1,993 mm
- Voltaje usado por el tren: 750 VDC
- Sistema de tracción: Motores Asíncronos de corriente alterna protegidos electrónicamente contra descargas y variaciones
- Sistema de Pilotaje Automático: Analógico PA135 para Línea 2 y Línea 7 (Reforzado con control de tránsito por Wi-Fi)
- Sistema de ventilación: Motoventiladores en el techo y a partir de 2016 algunos trenes se les empezó a incorporar Aire Acondicionado (Solo en Línea 2)
- Sistema de Aviso de Cierre de Puertas: Tono Monofonico ligeramente más agudo que el escuchado en anteriores formaciones (Similar a algunas formaciones NM-83)
- Sistema de Anuncio de Próxima Estación: Solo Circulan la Línea 2, las Bocinas automáticamente usa la voz de mujer robótica y También le dicen las frases lo que están haciendo el tren (Como dato extra, en la Estación Ermita utilizan la voz del modelo férreo FE-10 haciendo correspondencia con la Línea 12)
- Fabricantes: Bombardier Transportation México y CAF
- Procedencia:  México y España
- Series motrices: M0582 al M0671
- Interiores: Asientos tipo banca corrida de acero inoxidable y acabados de color blanco crema
- Monocoup: Advertidor sonoro electrónico
- Pintura de la carrocería: Pintura blanca con el toque de una franja naranja y partes inferiores pintadas en gris oscuro
- Formaciones posibles: 6 vagones M-R-N-N-PR-M 9 vagones M-R-N-N-PR-N-N-R-M
- Otras características:
  - Bocinas de aire de 2 Voces
  - Advertidor sonoro mejorado
  - Luces piloto de puertas
  - Sistema de frenos antibloqueo
  - Sistema de aviso de estaciones y recomendaciones (solamente en Línea 2)
  - Sistema de control de tránsito por Wi-Fi
  - Pasillos de interconexión entre vagones
  - Pintura resistente al vandalismo y grafiti

## Líneas asignadas
- Línea  (Desde 2004)
- Línea  (Desde 2009)

## Historia
Como con todos los trenes incorporados al servicio activo del metro, se tuvo que realizar una planificación de la compra del material rodante para una línea que es muy caótica tanto por la cantidad de pasajeros a transportar como su importancia como enlace para distintas zonas de la ciudad por lo que se decidió modernizar la línea implementando renovaciones importantes al camino que recorrían las unidades y otras novedades que mejoraron el servicio de manera paulatina más aún la renovación de trenes que se efectuó de manera progresiva hasta llegar a renovar el parque vehicular en un 100% en dicha línea para ello se necesitaban 45 unidades de tren.
Para dicha labor, CAF decidió formar un consorcio con otra empresa denominada Bombardier la cual ya contaba con una planta en México, así que ambas se complementaron entre sí para proponer un diseño de tren innovador [cita requerida] el cual derivó en varios bocetos hasta llegar al mejor diseño el cual fue aprobado para su construcción inmediata y puesta en marcha de manera rápida y segura.
En 2004 se entregó el primer ejemplar de la serie así que enseguida comenzaron las pruebas para fiabilizar y estabilizar el convoy de acuerdo a las exigencias del STC así que a mediados de este año este mismo tren fue puesto en servicio junto al inicio del programa de rehabilitación de los trenes NM-73 para acabar en 2006 con 45 trenes entregados. Mencionando que 35 unidades son de fabricación nacional y 10 de fabricación española.
Con la salida de las formaciones MP-68 de la Línea 7, se decidió que 7 formaciones de este modelo entrarían a prestar servicio activo desde 2011 aprox. (Aunque desde 2009 ya estaban a préstamo temporal en dicha línea) esto para mejorar las frecuencias debido a que se requerían trenes que tuviesen mejores condiciones de operación que los MP-68 que estaban en dicha línea. Actualmente siguen las mismas 7 formaciones operando en dicha línea.